# Miosite dei muscoli masticatori

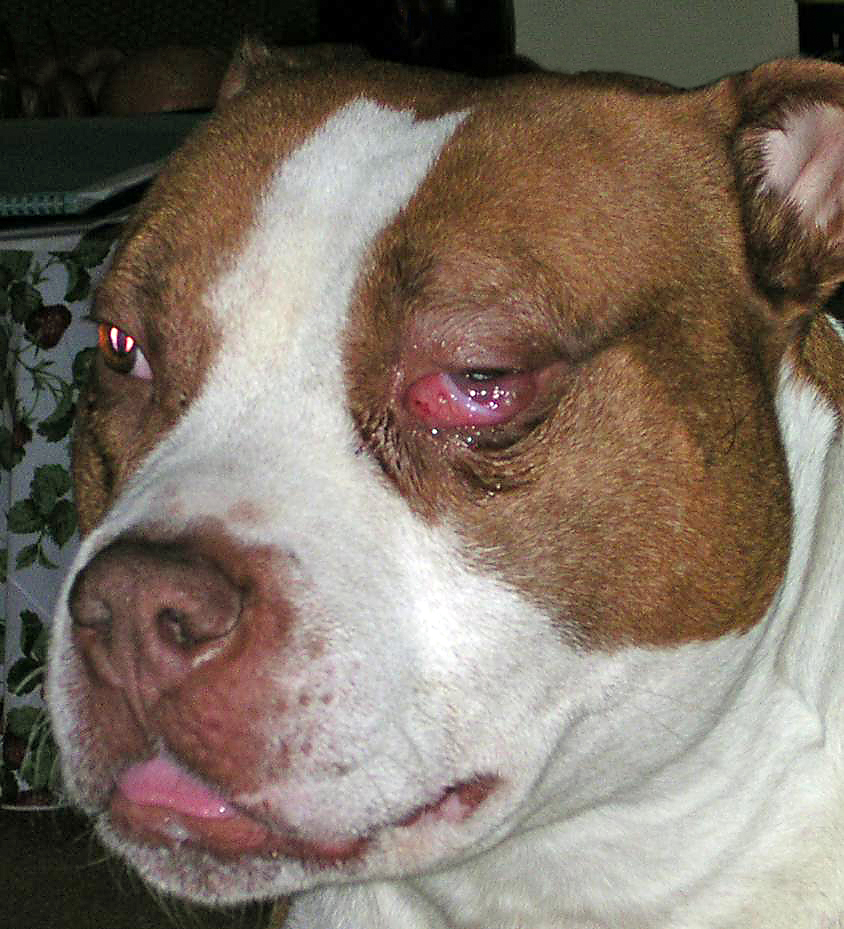
Miosite acuta dei muscoli masticatori di un Pit bull terrier

La miosite dei muscoli masticatori del cane (MMM) o miosite atrofica o miosite eosinofila, rappresenta la più comune forma di miosite nel cane.

## Clinica
Essa colpisce i muscoli temporale, masseteri, e muscoli pterigoidei, solitamente in modo bilaterale. I sintomi di forme acute MMM includono gonfiore dei muscoli della mandibola, sbavature copiose, e dolore in apertura della bocca (trisma). Le caratteristiche istopatologiche e immunochimiche uggeriscono una base immunmediata per questa patologia.
La patologia può essere inizialmente scambiata con un ascesso retroorbitario, ma la presenza di trisma indirizza verso la miosite.
La malattia colpisce soprattutto i cani di taglia grande, ma in generale si presenta in tutte le razze e le età. Il cane da pastore tedesco e il Cavalier King Charles Spaniel possono essere razze predisposte.
La patologia può manifestarsi sia in forma acuta che cronica.

## Trattamento
La terapia immunosoppressiva è la chiave per il successo del trattamento.
Il trattamento prevede alimentazione liquida e corticosteroidi come il prednisone, spesso con dosi decrescenti fino a 4-6 mesi, e nel caso di trisma, apertura manuale della bocca sotto anestesia. Nei casi più resistenti si usa l'azatioprina e terapie immunosoppressive.
La forma acuta è solitamente curabile, tuttavia, la forma cronica ha una prognosi incerta.